# 在那個夏天等待
《在那個夏天等待》（日語：あの夏で待ってる），簡稱（なつまち）或那個夏天（あの夏），是一部由J.C.STAFF製作的日本电视动画作品，於2012年1月首播。本作是《星空的邂逅》的系列第三作，因此也被稱為「拜托了學姐」。海报标语是“那个夏天里的记忆，将会成为我们的永远”。
後在2014年11月27日的發售日推出OVA特別篇。

## 概要
夏季的三個月，個頭嬌小的男孩霧島海人和朋友們打算要拍一部電影，女主角就是神祕轉學生三年級的學姊貴月一歌，但是海人和一歌的相遇藏著另一個祕密……繼星空的邂逅後，
腳本家黑田洋介與插畫家的再次合作。
背景設定繼承了《星空的邂逅》、《星空的邂逅2》，但並非處於同一世界觀，星空的邂逅時間點是近未來。

## 登场人物
霧島海人（配音：島崎信長）
身高158cm，體重49kg，血型是O型，生日為3月29日。
本作的男主角。高中一年級学生。興趣是拍攝電影，雙親皆因事故而死亡。故事序幕中與姐姐七海一起生活，後來和一歌同居。
有妄想的跡象，有時還會沉醉於夢中無法自拔，但是還有一点分辨能力，算的上有常識的人，但不擅長唸書。
被同伴們稱為“導演”，手持祖父留下来的8mm老式相机去鎮裡取材。
暗戀著一歌，曾想和一歌告白卻被一歌因會錯意而阻止，之後便與一歌處於害羞曖昧的互動狀態。直到在湖畔向一歌告白後，兩人之間的感情因此增加。
在電影拍攝中擔任導演與攝影師一角。
貴月一歌（配音：户松遥）
本作女主角。身高163cm，体重45kg，三围是B92・W58・H88，血型為星型，生日為6月10日。
高中三年級轉學生。擁有一頭亮眼的紅長髮。
個性溫柔，並且負責任，對於海人的姐姐七海交付給她的海人相當的用心。
對煮菜不是很瞭解，在其故鄉似乎只需要碳水化合物就夠了。
真正身份為外星人，因飛行船壞掉而掉落地球，身邊還帶著謎之科技行李包。
眼上戴著的是被植入翻譯機的眼鏡，一旦離開了這副眼鏡閱讀和說話會變得很困難。
對海人有著微妙的好感，卻不知道該如何面對這種感受，曾求助於檸檬。
因違反與地球人接觸的規定被帶回原星球，最後於海人所拍攝的電影結尾中再度出現，身上穿的是七海從玻利維亞所買的衣服。
在電影結尾與海人對話可了解因宇宙船再度損壞而返回地球。
在電影拍攝中擔任主演一角。
谷川柑菜（配音：石原夏織）
身高152cm，体重40kg，三围是B73・W54・H75，血型為A型，生日為7月31日。
海人的同學。說話時十分熱情，性格開朗，也有點易怒並且容易吃醋。很容易喝醉。
暗戀著海人，由於表現十分明顯，因此身邊的人都知道。
在電影拍攝中擔任助理導演與紀錄工作。
石垣哲朗（配音：荻原秀樹）
身高177cm，体重59kg，血型為B型，生日為1月24日。
海人的同學。樣貌與身材都十分突出，自己亦樂於炫耀。
很有常識的人，也對身邊夥伴們的感情狀態有觀察力。暗戀著柑菜，卻默默支持著她對海人的感情。
被美櫻告白之後和美櫻的互動顯得尷尬，卻也保持著以往的風度。祭典的試膽大會中與美櫻同組，並意外地和美櫻接了吻。
在OVA中於3年級和美櫻成為情侶。
在電影拍攝中負責燈光、道具等器材，也有擔任演員角色。
北原美樱（配音：阿澄佳奈）
身高157cm，体重44kg，三围是B88・W59・H86，血型為O型，生日為9月28日。
海人的同學。十分害羞。似乎和哲朗談得来。喜歡哲朗，卻不知道如何行動。總是觀察著哲朗，亦是唯一知道哲朗感情事的人。
曾對哲朗和千春表示自己與家人皆為天體主義者。特別是在家裡還有睡覺時都是全裸，也因如此，亦沒有養成穿內衣褲的習慣。擔心別人知道太難為情，所以才會一直隱瞞。
在OVA中於3年級和哲朗成為情侶。
在電影拍攝中擔任計時與常務。
山乃檸檬（配音：田村由香里）
身高139cm，體重：33kg，三圍是B62・W51・H64，血型為O型，生日為3月12日。
真正身份為MIB日本支部的成員之一。
一歌的高中三年級同學，不過年紀似乎比其他人還大。有點腹黑，不喜歡男生跟女生搭訕。
穿著跟學校制服不同的衣服（為前作《星空的邂逅》與《星空的邂逅2》中的校園制服）。喜歡發出「呵呵呵」的陰沉笑聲。
洞察力十分強，對於海人一夥人之間的感情關係與狀態瞭若指掌，也時常以此來捉弄他們。會用酒精飲料讓大夥喝醉。
平時樂於觀察與紀錄海人一夥的關係與互動，也有身為前輩而鼓勵其他人溫柔的一面。
在電影拍攝中擔任編劇及總指揮，時常被海人懷疑劇本都是臨時興起而胡亂編的。
人設繼承前作人物森野莓，兩人的體型、髮型、個性、制服與配音員都一模一樣。
MIB並非是Men In Black的縮寫，小說版本以檸檬內心敘述MIB真正的意思：M(每個人) I(一心想見到外星人) B(抱著枕頭也在想)。
莉瑯/璃音（配音：日高里菜）
一歌的寵物，種族不明。謎之科技的操控者，可以治療海人的不明症状。會發出「吶~吶~」的叫聲。
一歌離開地球後成為MIB日本支部的特別顧問。
霧島七海（配音：久川綾）
海人的姐姐。因雙親皆事故死亡，和弟弟過著相依為命的生活，十分照顧疼愛海人，個性大方也很愛哭。
故事序幕中，由于工作的原因，要去玻利維亞出差，于是委托一歌去照顧海人。
在一歌被帶走之後不久出差結束回家並帶回伴手禮要給予一歌及海人。
樹下佳織（配音：茅野愛衣）
海人小學時的同學。在海人一夥去沖繩拍攝電影時巧遇。有著棕褐色長髮。
個性大方開朗，喜歡黏著海人。
接受了檸檬的邀請一同演出在沖繩的電影拍攝。
有澤千春（配音：井口裕香）
佳織的朋友。與佳織一起去沖繩遇到海人一夥。個性開放主動，留著黑色短髮。
對哲朗有好感，會不斷主動接近，甚至潛進旅店房間直接撲倒哲朗，但被美櫻及時阻止。
接受了檸檬的邀請一同演出在沖繩的電影拍攝。
貴月笑歌（配音：堀江由衣）
貴月一歌的姐姐。
為了尋找一歌而來到地球。
小倉真奈美（配音：大浦冬華）
舊姓石垣，哲朗的姊姊。
常因為小事和丈夫吵架負氣離家出走。
小倉聰（配音：川田紳司）
真奈美的丈夫，哲朗的姊夫。
真正身份為MIB日本支部的成員之一。
謎之音（配音：井上喜久子）
過去曾在地球留下痕跡的宇宙人。製作小組的前作『星空的邂逅』中的女主角風見瑞穗的聲優配音員也是井上喜久子。

## 工作人员
- 原作：I*Chi*Ka
- 監督：長井龍雪
- 劇本：黑田洋介
- 角色設計原案：羽音
- 角色設計：田中將賀
- 巨型機械設計：海老川兼武
- 製作設計：矢向宏志
- 美術監督：川本亞夕
- 色彩設計：村永麻耶
- 攝影監督：大河内喜夫
- 剪接：西山茂
- 音響監督：明田川仁
- 音乐：I've／井内舞子
- 製作人單位：GENCO
- 动画製作：J.C.STAFF
- 製作：「在那個夏天等待」製作委員会（Geneon Universal、Showgate、武士道、AT-X、GENCO、J.C.Staff）

## 主題歌
片头曲「sign」
主唱：Ray，作詞：KOTOKO，作曲：折戶伸治，編曲：高瀨一矢
片尾曲「夏末光景（ビードロ模様）」
作詞、主唱：，作曲、編曲：中澤伴行
印象曲「告白」
主唱：Ray，作詞：KOTOKO，作曲：折戶伸治，編曲：高瀨一矢

## 各話列表
| 話數   | 日文標題 | 中文標題         | 腳本     | 分鏡              | 演出                | 作畫監督                                             | 總作畫監督          |
| ------ | -------- | ---------------- | -------- | ----------------- | ------------------- | ---------------------------------------------------- | ------------------- |
| 第1話  |          | 傷腦筋、學姊。   | 黑田洋介 | 長井龍雪          | 長井龍雪            | 木本茂樹                                             | 田中將賀            |
| 第2話  |          | 和學姊一起…      | 黑田洋介 | 二瓶勇一          | 高島大輔            | 冷水由紀繪                                           | 田中將賀            |
| 第3話  |          | 學姊說的話…      | 黑田洋介 | 鈴木健太郎        | 鈴木健太郎          | 矢向宏志                                             | 冷水由紀繪 田中將賀 |
| 第4話  |          | 學姊很厲害。     | 黑田洋介 | 山下祐            | 櫻美勝志            | 伊藤依織子 落合瞳 大館康二                           | 田中將賀            |
| 第5話  |          | 学姊是女主角。   | 黑田洋介 | 二瓶勇一          | 铃木薰              | 山下祐 中野涼子                                      | 冷水由紀绘 田中將賀 |
| 第6話  |          | 學姊是對手。     | 黑田洋介 | 池畠博史          | 高島大輔            | 木本茂樹                                             | 田中將賀            |
| 第7話  |          | 學姊的心意。     | 黑田洋介 | 鈴木健太郎        | 鈴木健太郎          | 矢向宏志 富岡寬 新垣一成                             | 冷水由紀繪 田中將賀 |
| 第8話  |          | 學姊陷入危機了。 | 黑田洋介 | 櫻美勝志          | 櫻美勝志            | 木本茂樹、岩崎將大 伊藤良太、大館康二                | 田中將賀            |
| 第9話  |          | 學姊             | 黑田洋介 | 櫻井親良          | 櫻井親良            | 山下祐、齊藤美香 石川健介、矢向宏志 富岡寛           | 冷水由紀繪 田中將賀 |
| 第10話 |          | 學姊與我們的。   | 黑田洋介 | 二瓶勇一          | 高島大輔            | 木本茂樹、伊藤依織子 大館康二、新垣一成              | 田中將賀            |
| 第11話 |          | 不要走啊、學姊。 | 黑田洋介 | 佐藤卓哉          | 鈴木健太郎 櫻美勝志 | 矢向宏志、伊藤良太 新垣一成、富岡寬                  | 冷水由紀繪          |
| 第12話 |          | 在那個夏天等待。 | 黑田洋介 | 長井龍雪 二瓶勇一 | 長井龍雪 錦織敦史   | 木本茂樹、櫻井親良（機械） 山下祐、石川健介 田中將賀 | 田中將賀            |

## 播放电视台
日本深夜動畫：下文記載的日本国内播放時間使用日本標準時間（UTC+9）表示。因為部分時間标识會採用30小时制，因此請留意这类超过24:00的时间，其實際播放時間為翌日清晨。
| 播放地區 | 播放電視台     | 播放日期                | 播放時間                   | 所屬聯播網 | 备注   |
| -------- | -------------- | ----------------------- | -------------------------- | ---------- | ------ |
| 爱知县   | 爱知电视台     | 2012年1月9日 - 3月26日  | 星期一 25点30分 - 26点00分 | 东京电视网 |        |
| 京都府   | 京都放送       | 2012年1月9日 - 3月26日  | 星期一 25点30分 - 26点00分 | 独立UHF局  |        |
| 日本全域 | AT-X           | 2012年1月10日 - 3月27日 | 星期二 10点30分 - 10点30分 | 卫星电视   | 有重播 |
| 东京都   | 东京都会电视台 | 2012年1月10日 - 3月27日 | 星期二 26点00分 - 26点30分 | 独立UHF局  |        |
| 兵庫县   | SUN电视台      | 2012年1月11日 - 3月28日 | 星期三 24点35分 - 25点05分 | 独立UHF局  |        |
| 千叶县   | 千叶电视台     | 2012年1月11日 - 3月28日 | 星期三 25点30分 - 26点00分 | 独立UHF局  |        |
| 埼玉县   | 埼玉电视台     | 2012年1月12日 - 3月29日 | 星期四 25点05分 - 25点35分 | 独立UHF局  |        |
| 神奈川县 | 神奈川电视台   | 2012年1月12日 - 3月29日 | 星期四 25点15分 - 25点45分 | 独立UHF局  |        |
| 长野县   | 信越放送       | 2012年1月14日 - 3月31日 | 星期六 25点45分 - 26点15分 | 日本新闻网 |        |

## 特別版
收錄於2014年8月29日發售的Blu-ray BOX的特別版（OVA）。特別版將於同年11月27日單獨發售。

### 概要（特別版）
時間點為TV版兩年後的暑假。海人成為了高中三年生，其他人亦踏出了自己的道路。有天，去了海人家中遊玩的哲郎發現了一卷磁帶，而當中記錄的正是兩年前的暑假、拍攝電影前所拍攝的試拍。

### 主題歌（特別版）
片頭曲
作詞：KOTOKO，作曲：折戶伸治，編曲：高瀨一矢，主唱：Ray
片尾曲「point at infinity」
作詞、主唱：，作曲、編曲：中澤伴行

## 系列作
- 星空的邂逅 - 系列第一作
- 星空的邂逅2 - 系列第二作